# Agios Frangiskos tis Asizis (Rhodos)

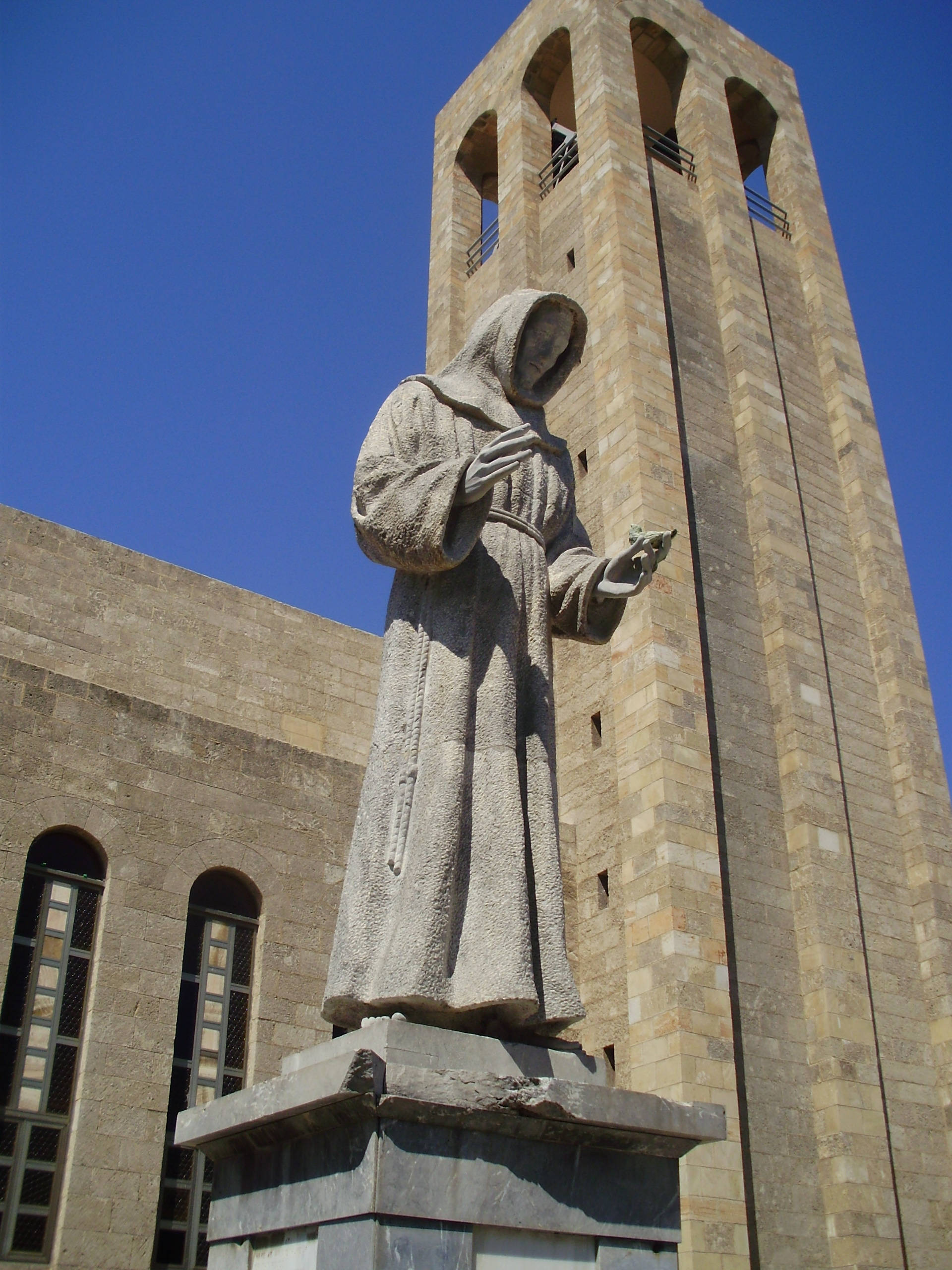
Agios Frangiskos tis Asizis (2009)

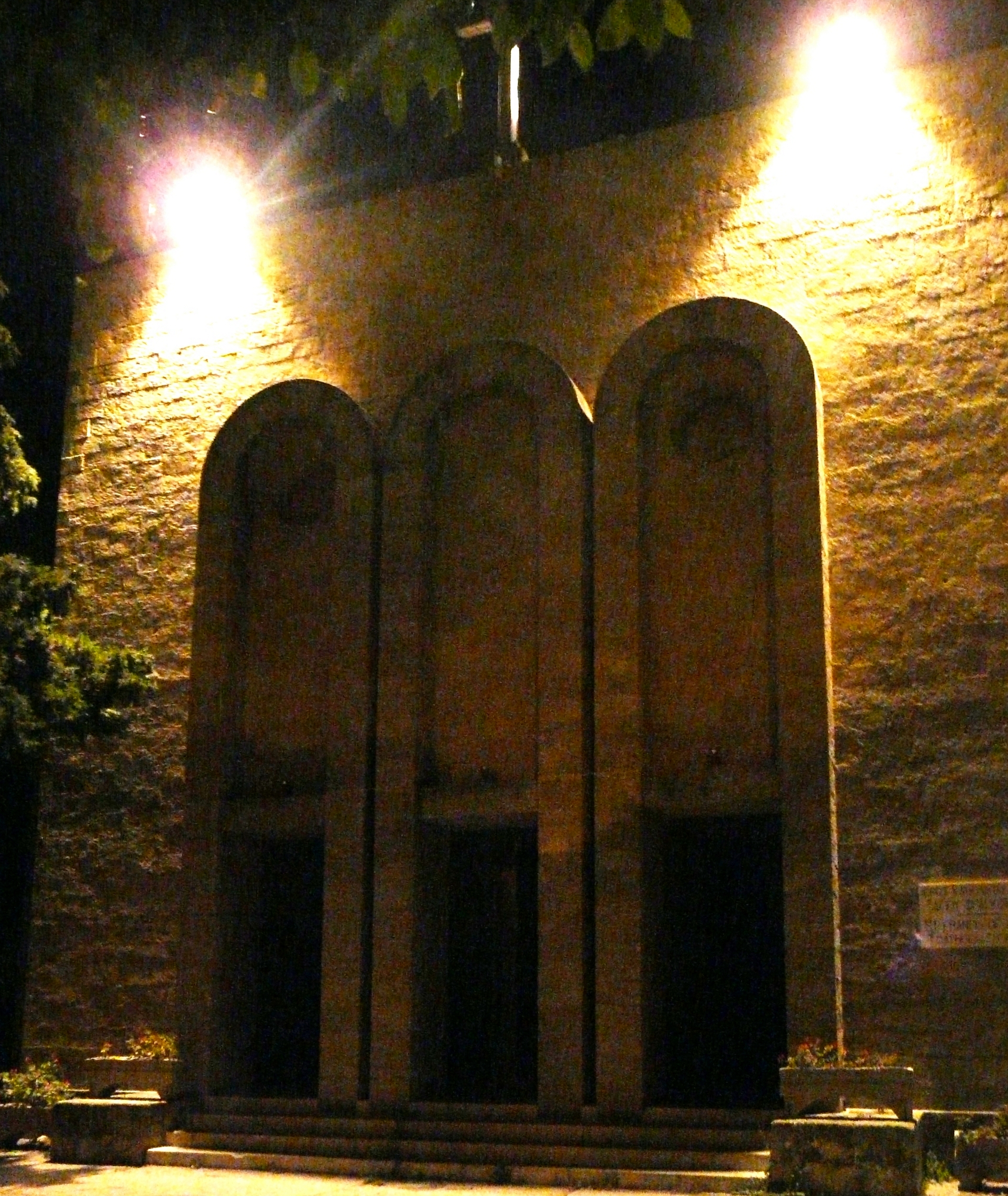
Westfassade, Portal

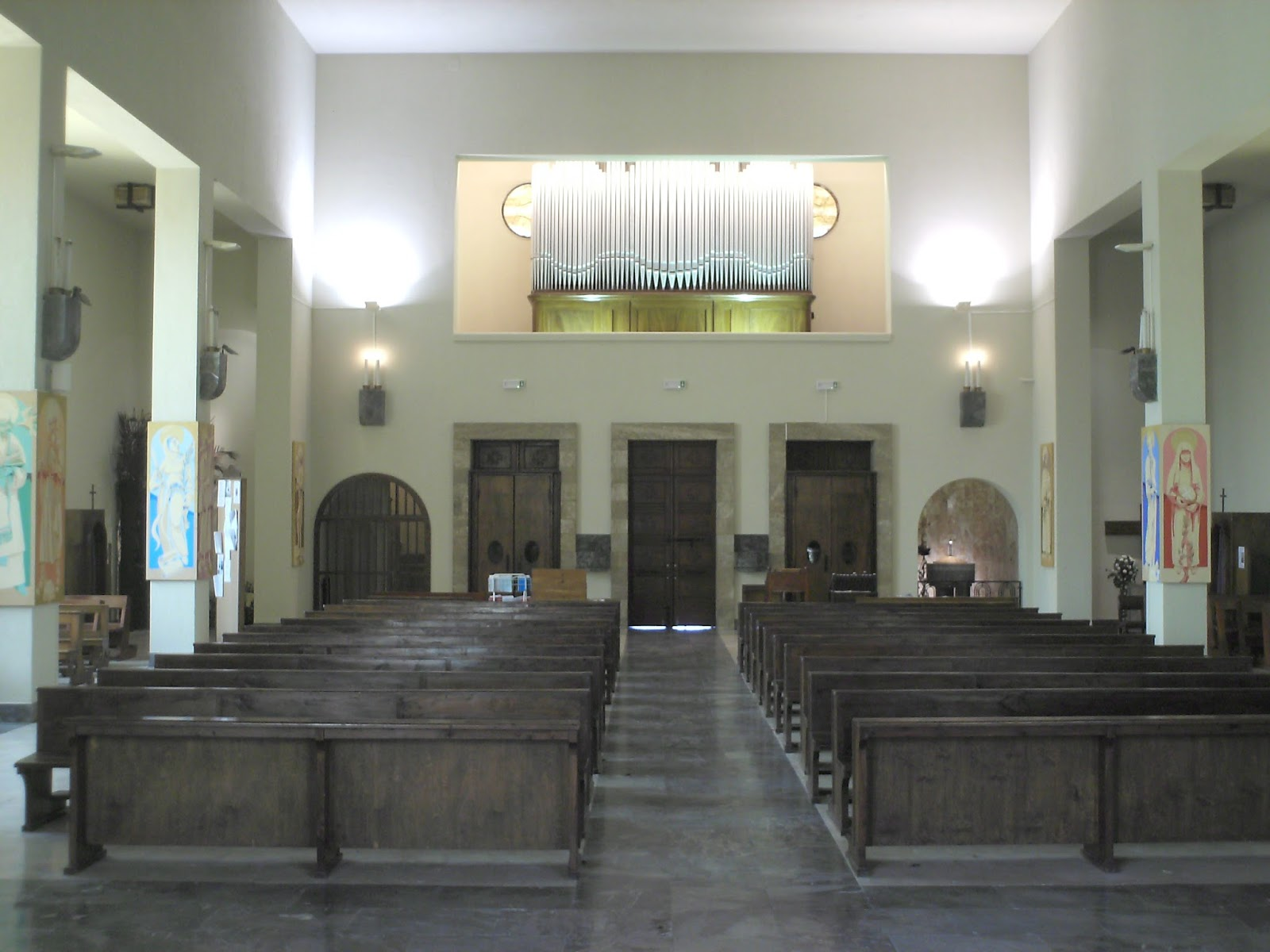
Innenraum nach Westen, Orgel

Agios Frangiskos tis Asizis (griechisch Άγιος Φραγκίσκος της Ασίζης; deutsch Franz-von-Assisi-Kathedrale) ist die Kathedrale des römisch-katholischen Erzbistums Rhodos in der Stadt Rhodos auf der gleichnamigen griechischen Insel.
Am 20. September 1936 wurde in Anwesenheit von Erzbischof Giovanni Castellani OFM und des Gouverneurs der damals italienischen Ägäis-Inseln Mario Lago der Grundstein gelegt. Der Entwurf stammte von dem Architekten Armando Bernabiti. Die 1939 fertiggestellte Kirche wurde 1940 mit einer Orgel der Firma Organi Pinchi und mit 14 Kreuzweg-Reliefs aus Terrakotta des Bildhauers Alessandro Monteleone ausgestattet. Die Kirche ist die offizielle Pfarrkirche der Franz-von-Assisi-Pfarrgemeinde.
Die Fassade der Kirche ist in drei Bögen unterteilt, die den drei Eingangstüren entsprechen. Die Anlage besteht aus drei Schiffen mit flachem Dach, das Querschiff endet in zwei Kapellen und der Chor ist halbelliptisch ausgeformt. Die niedrigeren und schmaleren Seitenschiffe, die durch Kapellen abgeschlossen und jeweils durch sechs längliche Bogenfenster gekennzeichnet sind, sind vom Mittelschiff durch Säulen getrennt.
Die Fresken an den Wänden des Chores wurden von Pietro Gaudenzi gemalt. An der Decke über dem Zentralaltar erhebt sich ein Kreuz, um das die Symbole der vier Evangelisten symmetrisch angeordnet sind. Von Gaudenzi sind auch die Gemälde auf den Seitenaltären, die die Verkündigung und den heiligen Mauritius darstellen.
Die Kirche liegt angrenzend an die Mittelalterliche Stadt von Rhodos, nahe dem Stadttor Pyli Agiou Athanasiou. Die Adresse ist Odos Dimokratias 28, Rodos 851 32, Griechenland.